# 비트 환
이차 형식 이론에서, 비트 환(Witt環, 영어: Witt ring)은 비퇴화 이차 형식의 동치류로 구성된 가환환이다.

## 정의

### 비트 분해
비트 분해 정리(Witt分解定理, 영어: Witt decomposition theorem)에 따르면, 표수가 2가 아닌 체 {\displaystyle K} 위의 유한 차원 벡터 공간 {\displaystyle V} 위의 이차 형식 {\displaystyle Q}는 다음과 같은 꼴로 표준적으로 분해된다.:12, Theorem 4.1
{\displaystyle (V,Q)=(V_{0},0)\oplus (V_{1},Q_{1})\oplus (V_{2},Q_{2})}
여기서 각 성분은 다음과 같다.
- {\displaystyle (V_{0},0)}은 이차 형식이 0인 이차 공간이다.
- {\displaystyle (V_{1},Q_{1})}은 비등방성 이차 공간(영어: anisotropic quadratic space)이다. 즉, {\displaystyle V_{1}} 속에서 {\displaystyle Q_{1}(v)=0}인 벡터 {\displaystyle v\in V_{1}}은 {\displaystyle v=0}뿐이다. 특히, {\displaystyle Q_{1}}은 비퇴화 이차 형식이다.
- {\displaystyle (V_{2},Q_{2})}는 분해 이차 공간(영어: split quadratic space)이다. 즉, {\displaystyle Q_{2}}는 비퇴화 이차 형식이며, {\displaystyle \dim _{K}V_{2}=2n}는 짝수이며, {\displaystyle V_{2}} 속에서 {\displaystyle Q_{2}|_{W}=0}인 {\displaystyle n}차원 부분 공간 {\displaystyle W\subseteq V_{2}}이 존재한다.

이 경우 {\displaystyle (V_{1},Q_{1})}을 {\displaystyle (V,Q)}의 핵심(核心, 영어: core)이라고 한다. 또한, {\displaystyle \dim _{K}(V_{1}\oplus V_{2})}를 {\displaystyle Q}의 계수(階數, 영어: rank)라고 하며, {\displaystyle (\dim _{K}V_{2})/2}를 {\displaystyle Q}의 비트 지표(영어: Witt index)라고 한다.:58 만약 {\displaystyle Q}가 비퇴화 이차 형식이라면, {\displaystyle Q|_{W}=0}이 되는 부분 벡터 공간들의 포함 관계에 대한 부분 순서 집합에서, 극대 원소들의 차원은 항상 비트 지표와 같다.

### 비트 환
같은 체 위의 두 이차 공간 {\displaystyle (V,Q)}, {\displaystyle (V',Q')}의 핵심이 서로 동형이라면, 두 이차 공간이 서로 비트 동치(영어: Witt-equivalent)라고 한다. 표수가 2가 아닌 체 {\displaystyle K} 위의 비퇴화 유한 차원 이차 공간들의 비트 동치류들의 집합 {\displaystyle \operatorname {Witt} (K)}을 생각하자. 여기에 다음과 같은 연산을 부여하면, 이는 가환환을 이룬다.
- {\displaystyle (V,Q)+(V',Q')=(V\oplus V',Q\oplus Q')}. {\displaystyle \oplus }는 벡터 공간(및 그 위의 함수)의 직합이다.
- {\displaystyle -(V,Q)=(V,-Q)}
- {\displaystyle 0=(K^{0},0)}. 여기서 {\displaystyle K^{0}}는 {\displaystyle K} 위의 0차원 벡터 공간이다.
- {\displaystyle (V,Q)\cdot (V',Q')=(V\otimes V',Q\otimes Q')}. {\displaystyle \otimes }는 벡터 공간 (및 그 위의 함수)의 텐서곱이다.
- {\displaystyle 1=(K^{1},x\mapsto x^{2})}

이 가환환을 {\displaystyle K}의 비트 환이라고 한다.

### 비트-그로텐디크 환
가환환의 범주 {\displaystyle \operatorname {CRing} }와 가환 반환의 범주 {\displaystyle \operatorname {CSemiring} } 사이의 포함 함자
{\displaystyle \operatorname {CRing} \to \operatorname {CSemiring} }
는 왼쪽 수반 함자
{\displaystyle F\colon \operatorname {CSemiring} \to \operatorname {CRing} }
를 갖는다. 구체적으로, 이 함자는 다음과 같다.
- 가환 반환 {\displaystyle (S,+,\cdot ,0,1)}에 대하여,
{\displaystyle F(S)=\mathbb {Z} [(x_{s})_{s\in S}]/(\{x_{s+t}-x_{s}-x_{t},x_{st}-x_{s}x_{t},x_{1}-1\colon s,t\in S\})}
- 가환 반환 {\displaystyle S}, {\displaystyle T} 및 반환 준동형 {\displaystyle f\colon S\to T}에 대하여,
{\displaystyle F(f)\colon [x_{s}]\mapsto [x_{f(s)}]}

가환 반환의 덧셈 가환 모노이드가 소거 가환 모노이드라면, 대신 다음과 같은 구성을 사용할 수 있다. (이 구성에서, {\displaystyle \sim }이 동치 관계라는 사실의 증명은 소거 법칙을 사용한다.)
- 소거 가환 반환 {\displaystyle S}에 대하여,
{\displaystyle F(S)=(S\times S)/\sim }
{\displaystyle (s,t)\sim (s',t')\iff s+t'=t+s'}
{\displaystyle s-t\mathrel {\overset {\operatorname {def} }{=}} [(s,t)]_{\sim }}
{\displaystyle (s-t)+(s'-t')=(s+s')-(t+t')}
{\displaystyle (s-t)\cdot (s'-t')=(ss'+tt')-(st'+ts')}
- 두 소거 가환 반환 {\displaystyle S}, {\displaystyle T} 사이의 반환 준동형 {\displaystyle f\colon S\to T}에 대하여,
{\displaystyle F(f)\colon s-t\mapsto f(s)-f(t)}

자연스러운 반환 준동형
{\displaystyle S\to F(S)}
{\displaystyle s\mapsto [x_{s}]}
이 존재한다. 만약 {\displaystyle S}의 덧셈 가환 모노이드가 소거 모노이드라면, 이는 단사 함수이며, 다음과 같이 적을 수 있다.
{\displaystyle s\mapsto s-0}
표수가 2가 아닌 체 {\displaystyle K} 위의 비퇴화 유한 차원 이차 공간들의 동형류들의 집합 {\displaystyle \operatorname {QForm} (K)}을 생각하자. 이 위에 다음과 같은 연산을 부여하면, 가환 반환을 이룬다.
- {\displaystyle (V,Q)+(V',Q')=(V\oplus V',Q\oplus Q')}
- {\displaystyle 0=(K^{0},0)}
- {\displaystyle (V,Q)\cdot (V',Q')=(V\otimes V',Q\otimes Q')}
- {\displaystyle 1=(K^{1},x\mapsto x^{2})}

또한, 비트 소거 정리에 따라 {\displaystyle \operatorname {QForm} (K)}의 덧셈 가환 모노이드는 소거 모노이드이다. 따라서, {\displaystyle \operatorname {WG} (K)=F(\operatorname {QForm} (K))}는 가환환이며, {\displaystyle \operatorname {QForm} (K)}를 부분환으로 포함한다. 이를 {\displaystyle K}의 비트-그로텐디크 환이라고 한다.
비트-그로텐디크 환과 비트 환 사이에 전사 환 준동형
{\displaystyle \operatorname {WG} (K)\to \operatorname {Witt} (K)}
{\displaystyle (V,Q)\mapsto (V_{1},Q_{1})}
이 존재한다. 이 전사 환 준동형의 핵은 분해 이차 공간들과 그 덧셈 역원들로 구성된 아이디얼이다.

## 성질

### 함자성
{\displaystyle \operatorname {Field} _{\operatorname {char} \neq 2}}가 표수가 2가 아닌 체와 체의 확대의 범주라고 하자. 그렇다면, 비트 환과 비트-그로텐디크 환은 함자
{\displaystyle \operatorname {Witt} \colon \operatorname {Field} _{\operatorname {char} \neq 2}\to \operatorname {CRing} }
{\displaystyle \operatorname {WG} \colon \operatorname {Field} _{\operatorname {char} \neq 2}\to \operatorname {CRing} }
를 이룬다. 구체적으로, 체의 확대 {\displaystyle L/K}에 대응하는 환 준동형
{\displaystyle \operatorname {Witt} (K)\to \operatorname {Witt} (L)}
{\displaystyle \operatorname {WG} (K)\to \operatorname {WG} (L)}
은 다음과 같다.
{\displaystyle (V,Q)\mapsto (L\otimes _{K}V,(x\mapsto x^{2})\otimes _{K}Q)}
여기서, {\displaystyle (L\otimes _{K}V,(x\mapsto x^{2})\otimes _{K}Q)}는 {\displaystyle K} 위의 이차 공간이지만, {\displaystyle L\otimes _{K}V} 위에 {\displaystyle L}-벡터 공간 구조
{\displaystyle a\cdot (a'\otimes _{K}v)=(aa')\otimes _{K}v\qquad (a,a'\in L,\;v\in V)}
를 부여하면 {\displaystyle L} 위의 이차 공간을 이룬다. 이 환 준동형에서, 분해 이차 공간의 상은 분해 이차 공간이며, 따라서 이는 비트 환 사이에서도 잘 정의된다.

### 계수와 행렬식
같은 비트 동치류에 속하는 이차 공간들의 계수들은 모두 짝수이거나 모두 홀수이므로, 비트 환은 자연스러운 환 준동형
{\displaystyle (\dim {\bmod {2}})\colon \dim \colon \operatorname {Witt} (K)\to \mathbb {Z} /(2)}
을 갖는다. (곱셈 항등원은 홀수 계수이므로, 이는 {\displaystyle \mathbb {Z} /2}-등급환을 이루지 않는다.) 이 준동형의 핵 {\displaystyle {\mathfrak {i}}(K)=\ker(\dim {\bmod {2}})\subseteq \operatorname {Witt} (K)}을 비트 환의 기본 아이디얼(영어: fundamental ideal)이라고 한다.
표수가 2가 아닌 체 위의 비퇴화 이차 형식 {\displaystyle Q}의 행렬식(영어: determinant) 또는 판별식(영어: discriminant) {\displaystyle \det Q\in K^{\times }/(K^{\times })^{2}}은 {\displaystyle Q}를 나타내는 대칭 행렬 {\displaystyle Q(x)=x^{\top }Mx}의 행렬식 {\displaystyle \det M}의 {\displaystyle K^{\times }/(K^{\times })^{2}}에서의 동치류이다. 이 경우, 사용하는 기저를 가역 행렬 {\displaystyle A}를 통해 바꾼다면
{\displaystyle AM'A=M}
{\displaystyle (\det M')(\det A)^{2}=\det M}
가 되므로, 비퇴화 이차 형식의 행렬식은 {\displaystyle K^{\times }/(K^{\times })^{2}}의 원소로서 잘 정의된다.
표수가 2가 아닌 체 {\displaystyle K}에 대하여, 다음과 같은 가환환 {\displaystyle \operatorname {GrQExt} (K)}를 정의하자.
{\displaystyle \operatorname {GrQExt} (K)=\left\{(d,e)\colon d\in K^{\times }/(K^{\times })^{2},\;e\in \mathbb {Z} /(2)\right\}}
{\displaystyle (d,e)+(d',e')=\left((-1)^{ee'}dd',e+e'\right)}
{\displaystyle (d,e)(d',e')=(d^{e'}d'^{ee'},ee')}
즉, {\displaystyle \operatorname {GrQExt} (K)}의 원소는 {\displaystyle K}의 {\displaystyle \mathbb {Z} /(2)}-등급 이차 확대의 동치류로 구성된다고 생각할 수 있다.:113
그렇다면, 다음과 같은 자연스러운 환 준동형이 존재한다.
{\displaystyle \operatorname {Witt} (K)\to \operatorname {GrQExt} (K)}
{\displaystyle (V,Q)\mapsto \left((-1)^{(\dim _{K}V)(\dim _{K}V-1)/2}\det Q,\dim _{K}V{\bmod {2}}\right)}
이는 전사 함수이며, 그 핵은 기본 아이디얼의 제곱이다.:12

### 하세-비트 불변량
표수가 2가 아닌 체 {\displaystyle K} 위의 {\displaystyle n}차원 벡터 공간 {\displaystyle V} 위의 대각화된 비퇴화 이차 형식 {\displaystyle Q=\operatorname {diag} (a_{1},a_{2},\dots ,a_{n})}가 주어졌을 때, 사원수형 대수 (2차원 벡터 공간 위의 클리퍼드 대수) {\displaystyle \left({\tfrac {a_{i},a_{j}}{K}}\right)}들은 (짝수 차원이므로) 중심 단순 대수를 이루며, 따라서 브라우어 군 {\displaystyle \operatorname {Br} (K)}의 원소들의 대표원들을 이룬다. {\displaystyle Q}의 하세-비트 불변량(영어: Hasse–Witt invariant)은 이 브라우어 군 원소들의 합이다.
{\displaystyle \epsilon (V,Q)=\sum _{i=1}^{n}\sum _{j=i+1}^{n}\left[\left({\frac {a_{i},a_{j}}{K}}\right)\right]\in \operatorname {Br} (K)}
이는 {\displaystyle Q}의 대각화에 의존하지 않으며, 따라서 체 위의 유한 차원 벡터 공간 위의 이차 형식의 불변량을 이룬다. 또한, 이는 비트 동치류 위의 유함수를 이루며, 따라서 비트 동치류의 불변량을 이룬다.

### 밀너 환과의 관계
표수가 2가 아닌 체 {\displaystyle K}의 비트 환 {\displaystyle \operatorname {Witt} (K)}의 기본 아이디얼 {\displaystyle {\mathfrak {i}}(K)\subseteq \operatorname {Witt} (K)}의 거듭제곱들은 하강 여과를 이룬다.
{\displaystyle \operatorname {Witt} (K)={\mathfrak {i}}(K)^{0}\supseteq {\mathfrak {i}}(K)^{1}\supseteq {\mathfrak {i}}(K)^{2}\supseteq {\mathfrak {i}}(K)^{3}\supseteq \cdots }
이에 대응되는 {\displaystyle \mathbb {N} }-등급환
{\displaystyle R(K)=\bigoplus _{n=0}^{\infty }R_{n}(K)}
{\displaystyle R_{n}(K)={\mathfrak {i}}(K)^{n}/{\mathfrak {i}}(K)^{n+1}}
을 정의할 수 있다.
체 {\displaystyle K} 위의 피스터 이차 형식(영어: Pfister quadratic form)은 다음과 같은 꼴의, {\displaystyle 2^{n}}차원 벡터 공간 위의 이차 형식이다.
{\displaystyle \operatorname {diag} (1,-a_{1})\otimes _{K}\operatorname {diag} (1,-a_{2})\otimes _{K}\cdots \otimes _{K}\operatorname {diag} (1,-a_{n})}
{\displaystyle i(K)^{n}}의 원소들은 모두 유한 개의 {\displaystyle 2^{n}}차원 피스터 이차 형식들의 직합으로 나타낼 수 있다.:316
체 {\displaystyle K}의 밀너 환
{\displaystyle \operatorname {K} ^{\operatorname {M} }(K)={\frac {\operatorname {T} (K^{\times };\mathbb {Z} )}{(a\otimes (1-a))_{a\in K\setminus \{0,1\}}}}}
의 원소를 {\displaystyle \{a_{1},a_{2},\dots ,a_{n}\}\in \operatorname {K} _{n}^{\operatorname {M} }(K)}로 표기하자. 그렇다면, 피스터 형식을 통해 밀너 환에서 위 등급환으로 가는 등급환 준동형을 정의할 수 있다.
{\displaystyle \operatorname {K} _{\bullet }^{\operatorname {M} }(K)\to R_{\bullet }(K)}
{\displaystyle \{a_{1},\dots ,a_{n}\}\mapsto \operatorname {diag} (1,-a_{1})\otimes _{K}\operatorname {diag} (1,-a_{2})\otimes _{K}\cdots \otimes _{K}\operatorname {diag} (1,-a_{n})}
이차 형식에 대한 밀너 추측(영어: Milnor conjecture on quadratic forms)에 따르면, 이 준동형은 등급환의 동형을 이룬다. 이는 존 밀너가 추측하였으며, 2007년에 드미트리 오를로프(러시아어: Дми́трий Орло́в) · 알렉산드르 비시크(러시아어: Алекса́ндр Вишик) · 블라디미르 보예보츠키가 증명하였다.

## 예

### 복소수체
{\displaystyle K}가 표수가 2가 아닌 이차 폐체(영어: quadratically closed field, 모든 원소가 제곱근을 갖는 체)라고 하자. (예를 들어, {\displaystyle K}가 복소수체이거나, 표수가 2가 아닌 체의 대수적 폐포인 경우 이에 해당된다.) 그렇다면, 유한 차원 복소수 벡터 공간 {\displaystyle K^{n}} 위의 이차 형식은 그 계수 {\displaystyle r}에 따라서 완전히 분류된다.
{\displaystyle K} 위의 계수가 2 이상인 이차 형식은 항상 등방성 벡터를 갖는다. 따라서, {\displaystyle K} 위의 이차 형식의 핵심은 항상 0차원이거나 1차원이다. 이에 따라, {\displaystyle K}의 비트 환은 {\displaystyle \mathbb {Z} /(2)}이다.:34
대수적으로 닫힌 체의 브라우어 군은 자명하므로, 이 경우 하세-비트 불변량 역시 자명하다.

### 실수체
{\displaystyle (K,\leq )}가 에우클레이데스 체(영어: Euclidean field, 모든 양수가 제곱근을 갖는 순서체)라고 하자. (예를 들어, {\displaystyle K}가 실수체 {\displaystyle \mathbb {R} }이거나 보다 일반적으로 실폐체일 경우 이에 해당된다.)
{\displaystyle K}의 비트 환은 {\displaystyle \mathbb {Z} }와 동형이다.:34
{\displaystyle \operatorname {Witt} (K)\cong \mathbb {Z} }
이 동형은 구체적으로 다음과 같다.
- 계수 {\displaystyle n\in \mathbb {Z} ^{+}}의 양의 정부호 형식은 {\displaystyle n}에 대응한다.
- 계수 {\displaystyle n\in \mathbb {Z} ^{+}}의 음의 정부호 형식은 {\displaystyle -n}에 대응한다.
- 0차원의 벡터 공간 위의 형식은 {\displaystyle 0}에 대응한다.

실수체의 브라우어 군은 실수체와 사원수환 {\displaystyle \mathbb {H} }로 구성되며, 2차 순환군이다.
{\displaystyle \operatorname {Br} \mathbb {R} =\{\mathbb {R} ,\mathbb {H} \}\cong \operatorname {Cyc} (2)}
이 경우 힐베르트 기호가
{\displaystyle \left({\frac {a,b}{\mathbb {R} }}\right)={\begin{cases}-1&\max\{a,b\}<0\\+1&\max\{a,b\}>0\\\end{cases}}}
이므로, 유한 차원 실수 벡터 공간 위의 부호수 {\displaystyle (n_{+},n_{-})}의 비퇴화 이차 형식 {\displaystyle Q}의 하세-비트 불변량은
{\displaystyle \epsilon (Q)=(-1)^{s(s-1)/2}}
이다.

### 국소체
비아르키메데스 국소체 {\displaystyle K}의 대수적 정수환의 잉여류체의 크기가 {\displaystyle q}라고 하고, {\displaystyle q}가 홀수라고 하자. 그렇다면, {\displaystyle K}의 비트 환은 다음과 같다.:152
{\displaystyle \operatorname {Witt} (K)\cong {\begin{cases}\left(\mathbb {Z} /(2)\right)[\operatorname {Cyc} (2)\oplus \operatorname {Cyc} (2)]&q\equiv 1{\pmod {4}}\\\left((\mathbb {Z} /(4)\right)[\operatorname {Cyc} (2)]&q\equiv 3{\pmod {4}}\end{cases}}}
여기서 {\displaystyle \operatorname {Cyc} (2)}는 2차 순환군이며, {\displaystyle R[G]}는 군환을 뜻한다.

### 유리수체
유리수체 {\displaystyle \mathbb {Q} }의 비트 환의 크기는 32이며, 다음과 같다.:166
{\displaystyle W(\mathbb {Q} )\cong (\mathbb {Z} /(8))[s,t]/(2s,2t,s^{2},t^{2},st-4)}

### 홀수 표수의 유한체
표수가 2가 아닌 유한체 {\displaystyle \mathbb {F} _{q}} 위의 벡터 공간 {\displaystyle \mathbb {F} _{q}^{n}} 위의 이차 형식의 동치류는 총 {\displaystyle 2n+1}개가 있으며, 이들 가운데 비퇴화 이차 형식인 것은 두 개이다.
이들은 구체적으로 다음과 같다. {\displaystyle a\in \mathbb {F} _{q}}가 제곱수가 아닌 임의의 수라고 하자.
{\displaystyle \nexists b\in \mathbb {F} _{q}\colon b^{2}=a}
이러한 수는 항상 존재한다. 그렇다면, 모든 비퇴화 이차 형식(의 연관 대칭 쌍선형 형식)은 다음 두 대각 행렬 가운데 정확히 하나와 서로 동치이다.
{\displaystyle Q_{1}^{(n)}=\operatorname {diag} (1,\dots ,1,1)}
{\displaystyle Q_{2}^{(n)}=\operatorname {diag} (1,\dots ,1,a)}
즉, 다음과 같은 꼴이다.
{\displaystyle Q_{1}^{(n)}(x)=x_{1}^{2}+x_{2}^{2}+\cdots +x_{n}^{2}}
{\displaystyle Q_{2}^{(n)}(x)=x_{1}^{2}+x_{2}^{2}+\cdots +ax_{n}^{2}}
만약 {\displaystyle n}이 홀수라면, {\displaystyle Q_{2}^{(n)}}는 {\displaystyle \alpha Q_{1}^{(n)}}과 동치이다.:69 이 경우 비트 지표는 {\displaystyle Q_{1}^{(n)}}, {\displaystyle Q_{2}^{(n)}} 둘 다 {\displaystyle (n-1)/2}이다.
만약 {\displaystyle n}이 짝수라면, {\displaystyle Q_{1}^{(n)}}은 {\displaystyle \alpha Q_{1}^{(n)}}과 동치이며, 비트 지표는 다음과 같다.:59
- {\displaystyle n\equiv 2{\pmod {4}}}이며 {\displaystyle q\equiv 3{\pmod {4}}}인 경우, {\displaystyle Q_{1}^{(n)}}의 비트 지표는 {\displaystyle n/2-1}이며 {\displaystyle Q_{2}^{(n)}}의 비트 지표는 {\displaystyle n/2}이다.
- {\displaystyle n\equiv 0{\pmod {4}}}이거나 또는 {\displaystyle q\equiv 1{\pmod {4}}}인 경우, {\displaystyle Q_{1}^{(n)}}의 비트 지표는 {\displaystyle n/2}이며 {\displaystyle Q_{2}^{(n)}}의 비트 지표는 {\displaystyle n/2-1}이다.

이 경우, 비트 지표가 {\displaystyle n/2}인 경우를 플러스형(영어: plus-type), {\displaystyle n/2-1}인 경우를 마이너스형(영어: minus-type)이라고 한다.:59
비트 분해 정리에 의하여, 모든 (퇴화 또는 비퇴화) 이차 형식은 비퇴화 이차 형식과 0의 직합과 동치이다. 즉, 다음 두 꼴 가운데 하나와 동치이다.
{\displaystyle \operatorname {diag} (1,\dots ,1,1,0,\dots ,0)}
{\displaystyle \operatorname {diag} (1,\dots ,1,a,0,\dots ,0)}
홀수 차수 유한체 {\displaystyle \mathbb {F} _{q}}의 비트 환의 크기는 4이며, 이는 {\displaystyle q}에 따라 구체적으로 다음과 같다.:37
{\displaystyle W(\mathbb {F} _{q})\cong {\begin{cases}\mathbb {Z} /(4)&q\equiv 3{\pmod {4}}\\\mathbb {F} _{2}[\mathbb {F} _{q}^{\times }/(\mathbb {F} _{q}^{\times })^{2}]&q\equiv 1{\pmod {4}}\end{cases}}}
이 동형은 구체적으로 다음과 같다.
| {\displaystyle \mathbb {Z} /(4)}    | 0                           | 1                           | 2                           | 3                           |
| {\displaystyle W(\mathbb {F} _{q})} | {\displaystyle Q_{1}^{(0)}} | {\displaystyle Q_{1}^{(1)}} | {\displaystyle Q_{1}^{(2)}} | {\displaystyle Q_{2}^{(1)}} |
| {\displaystyle \mathbb {F} _{2}[x]/(x^{2})}             | 0                           | 1                           | x                           | 1+x                         |
| {\displaystyle \operatorname {Witt} (\mathbb {F} _{q})} | {\displaystyle Q_{1}^{(0)}} | {\displaystyle Q_{1}^{(1)}} | {\displaystyle Q_{2}^{(2)}} | {\displaystyle Q_{2}^{(1)}} |

## 역사
에른스트 비트(1911~1991)는 1937년 하빌리타치온 논문에서 비트 소거 정리와 비트 분해 정리 및 비트 환의 개념을 도입하였다.

## 참고 문헌
1. 1 2 3 4 5 6 7 8  Lam, Tsit-Yuen (2005). 《Introduction to quadratic forms over fields》. Graduate Studies in Mathematics (영어) 67. American Mathematical Society. ISBN 0-8218-1095-2. MR 2104929. Zbl 1068.11023.
2. 1 2 3 4  Wilson, Robert (2009). 《The finite simple groups》. Graduate Texts in Mathematics (영어) 251. Springer. doi:10.1007/978-1-84800-988-2. ISBN 978-1-84800-987-5. ISSN 0072-5285.
3. ↑  Conner, P.E.; Perlis, R. (1984년 7월). 《A survey of trace forms of algebraic number fields》. Series in Pure Mathematics (영어) 2. World Scientific. doi:10.1142/0066. ISBN 978-9971-966-04-1. Zbl 0551.10017.
4. ↑  Milnor, John (1970). “Algebraic K-theory and quadratic forms” (PDF). 《Inventiones  Mathematicae》 (영어) 9: 318–344. doi:10.1007/BF01425486. ISSN 0020-9910. 2016년 2월 17일에 원본 문서 (PDF)에서 보존된 문서. 2016년 4월 5일에 확인함.
5. ↑  Orlov, Dmitri; Vishik, Alexander; Voevodsky, Vladimir (2007). “An exact sequence for K*M/2 with applications to quadratic forms”. 《Annals of Mathematics》 (영어) 165: 1–13. doi:10.4007/annals.2007.165.1. MR 2276765. Zbl 1124.14017.
6. ↑  Witt, Ernst (1937). “Theorie der quadratischen Formen in beliebigen Körpern”. 《Journal für die reine und angewandte Mathematik》 (독일어) 1937 (176): 31-44. doi:10.1515/crll.1937.176.31. ISSN 0075-4102. JFM 62.0106.02. Zbl 0015.05701.
7. ↑  Scharlau, R. (2009). 〈Martin Kneser’s work on quadratic forms and algebraic groups〉 (PDF).   Baeza, Ricardo; Chan, Wai Kiu; Hoffmann, Detlev W.; Schulze-Pillot, Rainer. 《Quadratic Forms—Algebra, Arithmetic, and Geometry: Algebraic and Arithmetic Theory of Qudratic Forms, December 13–19, 2007, Frutillar, Chile》. Contemporary Mathematics (영어) 493. American Mathematical Society. 339–357쪽. doi:10.1090/conm/493. ISBN 978-0-8218-4648-3. MR 2537110.